# Claude Drouas de Boussey
Pour les articles homonymes, voir Drouas.
Claude Drouas de Boussey, dit aussi Mgr de Drouas, né en 1712, à Boussey (aujourd'hui en Côte-d'Or), et mort en 1773, à Toul (aujourd'hui en Meurthe-et-Moselle), est un ecclésiastique et l'avant-dernier évêque de Toul, de 1754 à 1773.

## Biographie
Claude Drouas est né en 1712, à Boussey, en Bourgogne. Il est le fils d'un riche capitaine bourguignon, au service du royaume de France. Dans les années 1750, il est chanoine de la cathédrale Saint-Étienne de Sens, en Bourgogne. Il est nommé évêque de Toul par le roi, Louis XV, le 7 février 1754, et devient par cette charge comte de Toul et prince du Saint-Empire.

Selon ses contemporains, Drouas est un homme brillant, éloquent, pieux et charitable : 

« Mgr Drouas, plus brillant et éloquent que son successeur égalait son prédécesseur en austérité et en charité. Toujours levé à quatre heures et demie, il donnait deux heures à la méditation et la prière, ne mangeait que les mets les plus communs, buvait à peine du vin, et on le vit, quelquefois, pendant les tournées de confirmation, fuir la table trop bien servie du curé qui le recevait, pour aller demander une omelette à un paysan. Sa maison était connue comme la plus décente du diocèse, et, tous les soirs, il disait lui-même la prière, dans la salle à manger, à ses domestiques et à ses convives, confondus pêle-mêle, sans jamais se dispenser, pour personne, de cet exercice. »

Le prélat reste toujours populaire auprès des fidèles du diocèse, en dépit des longues années de conflit avec les doyens ruraux, que l'évêque entend nommer, alors que ces derniers souhaite être désignés par sélection, comme il en était coutume jusqu'alors. Cette affaire est portée devant les tribunaux de Lorraine, ainsi que devant le Conseil du roi.
Claude Drouas meurt le 21 octobre 1773, à l'âge de 61 ans. Il est inhumé dans la chapelle des évêques de Toul.

## Son œuvre

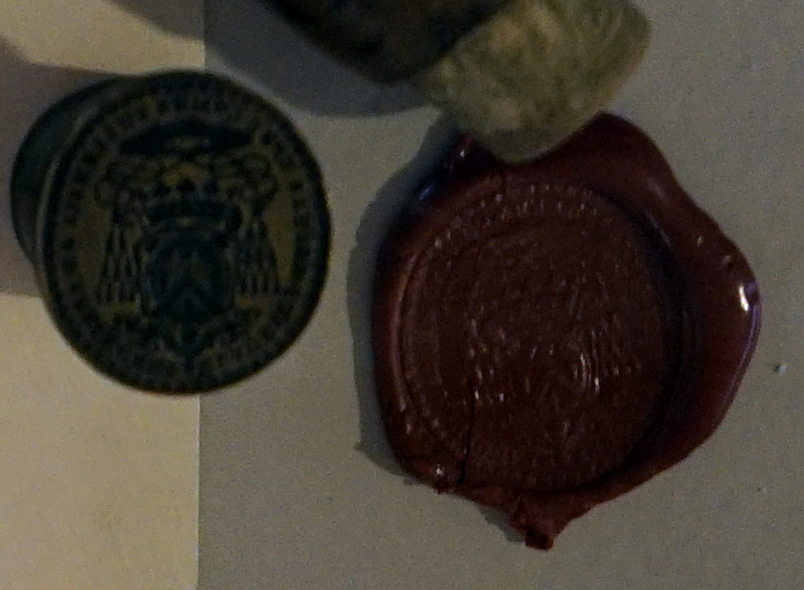
Son sceau et la matrice de celui-ci.

### Les constructions privées
Afin de poursuivre la mise en exergue de la grandeur des évêques de Toul, entreprise par son prédécesseur, Scipion-Jérôme Bégon, Drouas fait achever, vers 1755, sous la direction de l'architecte prémontré Nicolas Pierson, l'édification des ailes du palais épiscopal de Toul, commencée sous l'épiscopat de son prédécesseur, Scipion Bégon.
Il fait aussi construire, en 1760, à Chaudeney-sur-Moselle, sous la direction du même architecte, une résidence de plaisance, baptisée « Moselli » en raison de sa proximité avec la rivière.
Il fait enfin édifier, à Nancy, dans les années 1770, un hôtel particulier, afin de mieux se faire connaître et voir de la cour de Lorraine.

### Les œuvres de charité
En bon prince et bon évêque, Drouas dépense sans compter pour améliorer le sort des ressortissants du diocèse.
En effet, il achète du blé qu'il fait distribuer aux plus pauvres de l'évêché, lors des crises frumentaires, et autorise ses derniers à venir travailler contre rémunération dans sa maison de Chaudeney-sur-Moselle. Il pensionne les familles nobles désargentée du diocèse. Il fait don de 40 000 livres au séminaire de Toul pour fonder la retraite des prêtres du diocèse et alloue 60 000 livres à la construction et l'entretien d'écoles de filles dans chaque paroisse de l'évêché. En 1769, il fait édifier, à Toul, à proximité de l'abbaye Saint-Léon, un collège, placé sous le vocable de saint Claude, et en 1770, il fait ériger, à Toul, sur la Moselle, sous la direction de l'architecte Meschini, un grand pont de pierre, en remplacement d'un pont de bois situé un peu plus en aval. Enfin, il alloue 100 000 livres à la construction de 25 places de pensionnaires, dans sa province natale de Bourgogne.

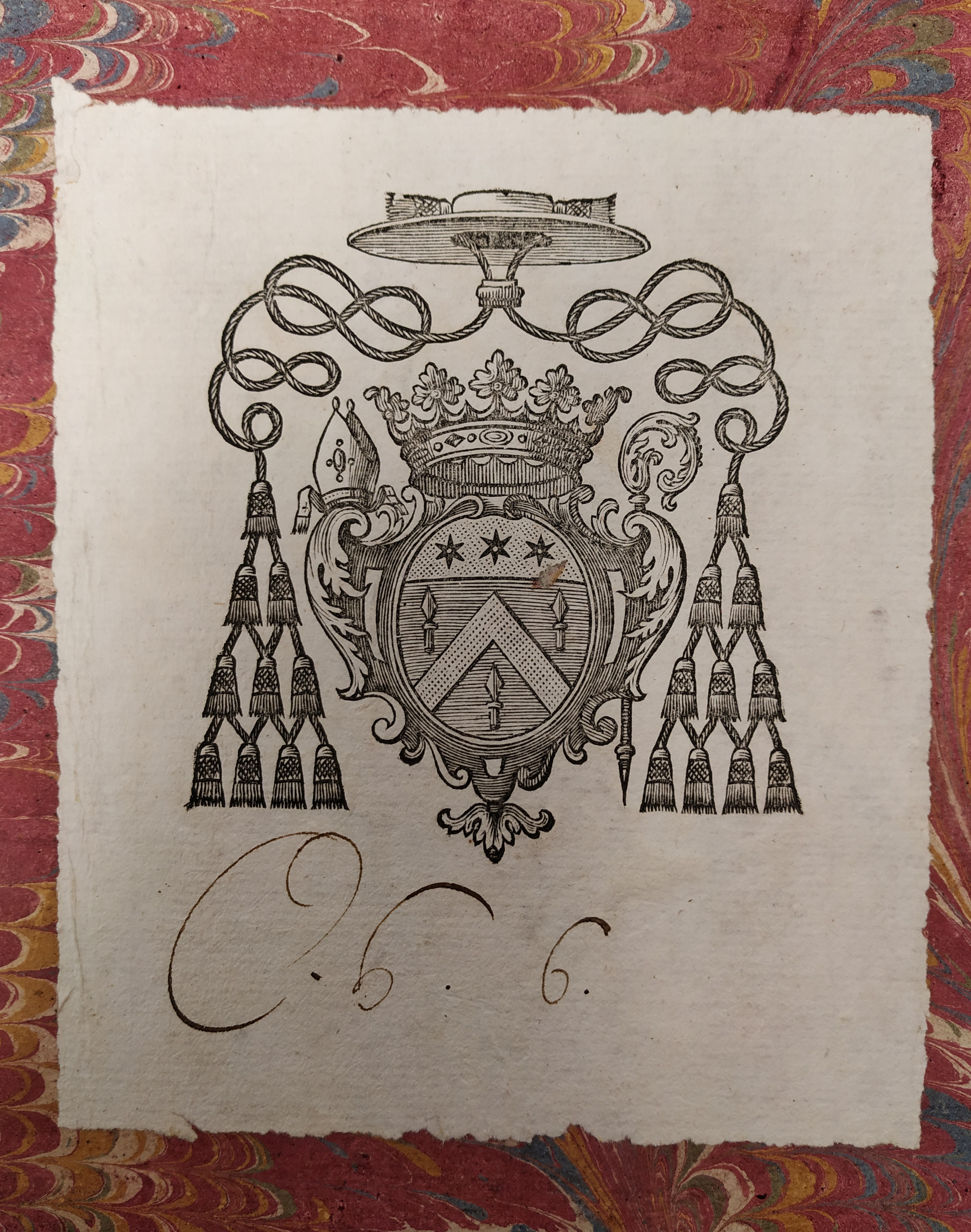
Ex-libris gravé à ses armes : D'azur au chevron d'or, accompagné de trois fers de lance d'argent ; au chef d'or, chargé de trois molettes d'argent collé sur un manuscrit conservé à la bibliothèque d'Épinal

.

## Ouvrages
Instructions sur les principales vérités de la religion, et sur les principaux devoirs du christianisme, 1762. Instructions sur les principales vérités sur Google Books

### Manuscrit
- Villemin (Abbé), Essai sur la vie de M. Drouas, évêque et comte de Toul, 1790. Papier. 83 feuillets. 220 sur 175 mm. Cartonné, conservé à la bibliothèque de Nantes.

### Ouvrage
- Thiery (A.D.), Histoire de la ville de Toul et de ses évêques, Imprimerie de la Veuve Bastien, Toul, 1841.
- Appel aux français  - (s.d.) - Imprimerie Claude Antoine Leseure - Nancy -